# Estado de Yap
El estado de Yap es uno de los cuatro estados de los Estados Federados de Micronesia (FSM). Los otros estados son el estado de Kosrae, el estado de Ponapé, y el estado de Chuuk.

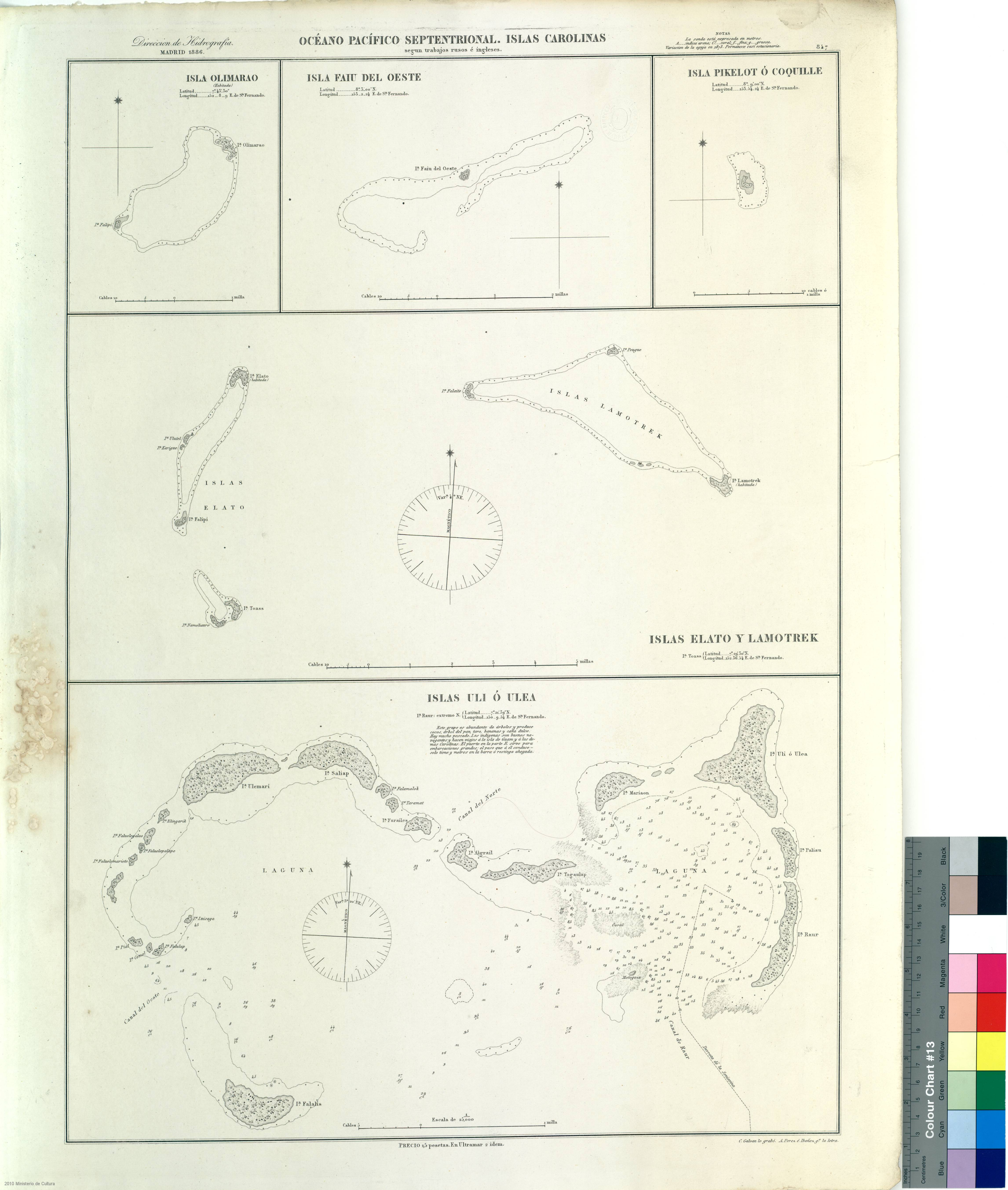
Mapa náutico español de las islas micronesias de 1886, muestra Olimaraos, Piagailoe (Del oeste Fayu), Pikelot, Elato, Lamotrek y Woleai.

Colonia es la capital del estado de Yap, que administra tanto las islas principales de Yap como la isla de Satawal, así como catorce atolones que se extienden hacia el este y el sur por unos 800 km, a saber Eauripik, Elato, Fais, Faraulep, Gaferut, Ifalik, Lamotrek, Ngulu, Olimarao, Piagailoe (Fayu occidental), Pikelot, Sorol, Ulithi y Woleai. Las islas exteriores y los atolones se extienden hacia el este y el sur desde las islas principales de Yap a lo largo de unos 800 km, 500 millas (ver mapa). Históricamente, existía un sistema tributario entre las islas vecinas y las islas principales de Yap. Esto probablemente se relaciona con la necesidad para mercancías de las islas altas, incluidos alimentos, así como madera para la construcción de embarcaciones marítimas.
En el año 2000, la población de Colonia y otros diez municipios totalizaba 11 241 habitantes.El estado tiene una superficie total de 102 km².

## Historia
Es de suponer que las islas estaban pobladas por poblaciones del archipiélago malayo. Aproximadamente en el año 950 fue la sede del Imperio de Micronesia contemporáneo del Imperio Tu'i Tonga. Las islas exteriores, ahora parte del estado de Yap, se establecieron desde Polinesia.
La nación isleña se hizo famosa por el dinero de piedra, enormes discos de piedra que podían usarse como medio de pago hasta hace unos años.Dado que este dinero de piedra tuvo que estar hecho de una roca que no se pudo extraer en la isla, el valor se explica por los peligros asumidos en tal expedición (principalmente a Palaos).
Los primeros occidentales en visitar la isla fueron los portugueses en 1525 cuando el navegante Diego da Rocha llegó a Ulithi y permaneció allí durante cuatro meses.
Las islas Carolinas estuvieron bajo el dominio español desde el siglo XVI hasta finales del XIX, pero la mayoría de las comunidades en las islas del actual estado de Yap tienen poco contacto con los europeos y viven en completa independencia. En 1885, tras un conflicto entre España y Alemania, el arbitraje del papa León XIII confirmó la posesión a España contra ventajas comerciales para Alemania. El 30 de junio de 1899, después de la Guerra hispano-estadounidense, España vendió las islas Carolinas, las islas Palaos y la mayoría de las islas Marianas al Imperio alemán. Al comienzo de la Primera Guerra Mundial, en 1914, el Imperio del Japón ocupó la zona. Esta ocupación se legaliza en el marco del Mandato de las Islas del Pacífico creado en 1919 por la Sociedad de las Naciones.
Las Islas Carolinas quedaron bajo el control de los Estados Unidos en 1944, que las administraba como Territorio en Fideicomiso de las Islas del Pacífico bajo un mandato de la ONU recibido en 1947. El 10 de mayo de 1979, Yap ratificó la Constitución de los Estados Federados de Micronesia y se convirtió en parte integral de esta nueva nación con la independencia oficial el 3 de noviembre de 1986. El estado fue una vez el Distrito Yap del Territorio en Fideicomiso de las Islas del Pacífico.

## Geografía
El estado de Yap es el estado más occidental del FSM.Al este, de cerca a lejos, se encuentran el estado de Chuuk, el estado de Pohnpei y el estado de Kosrae.

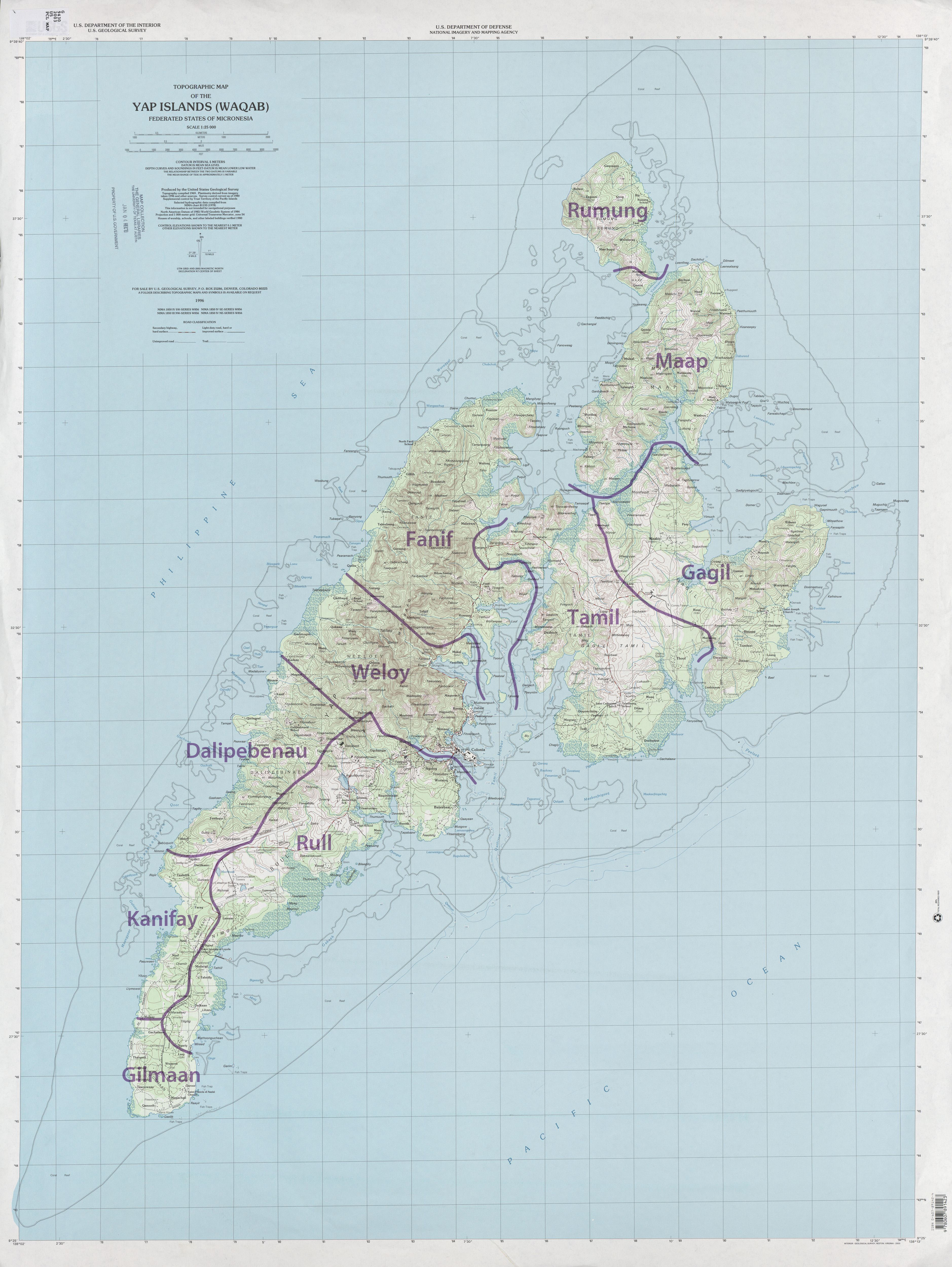
Un mapa detallado de Yap.

## Lenguas
El estado de Yap tiene cinco idiomas oficiales: inglés, ulithiano, woleaiano, satawalés y yapés.

## Demografía
La población del año 2000 fue de 7391 habitantes.[cita requerida]

## Municipios
El estado de Yap se divide en municipios.

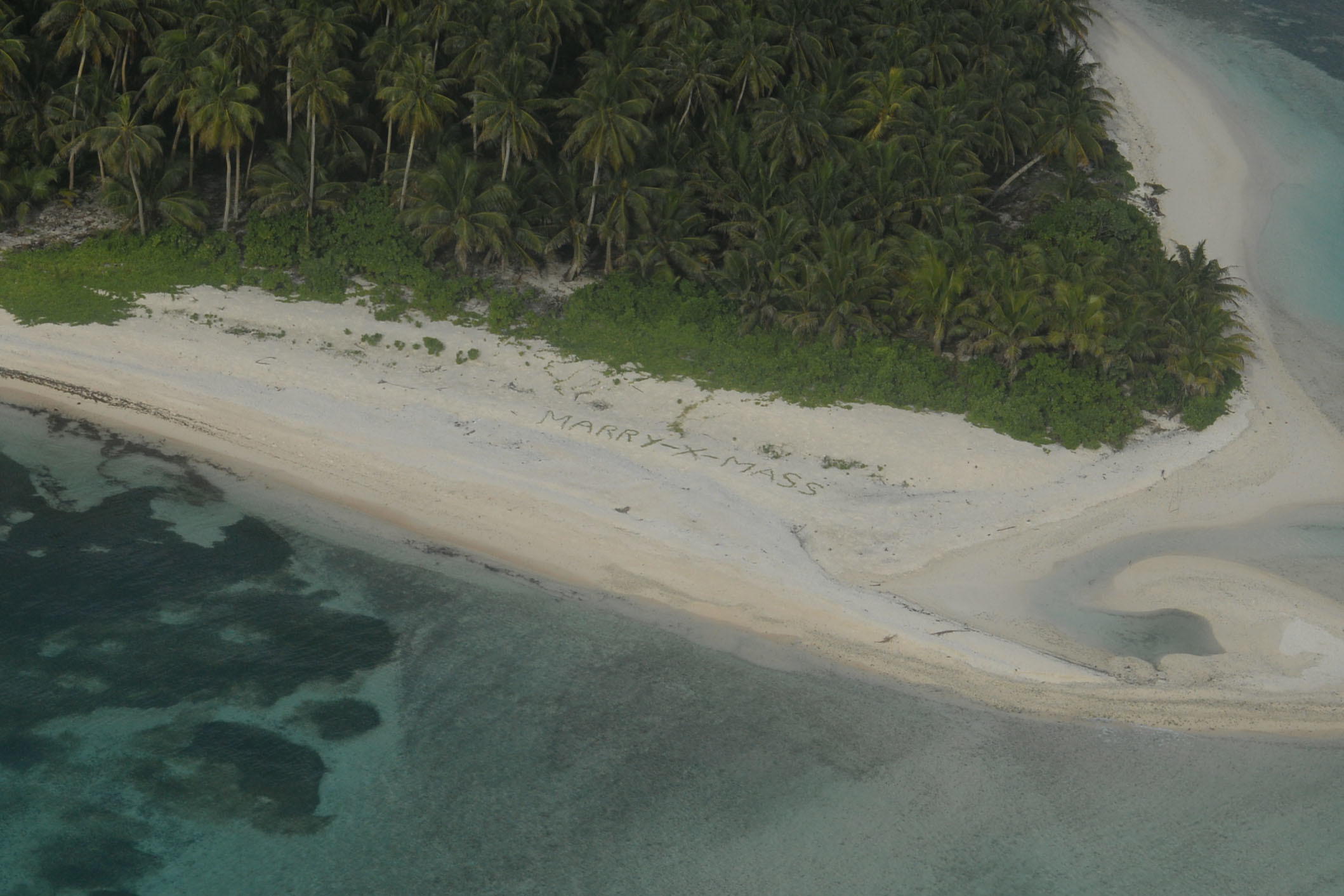
Falalp, Atolón Woleai

### Islas principales de Yap
- Dalipebinaw
- Fanif
- Gagil
- Gilman
- Kanifay
- Maap
- Rull
- Rumung
- Tomil
- Weloy

### Islas vecinas de Yap
- Eauripik
- Elato
- Fais
- Faraulep
- Gaferut
- Ifalik
- Lamotrek
- Ngulu
- Pikelot
- Satawal
- Sorol
- Ulithi
- Woleai

## Política
El actual gobernador de Yap es Henry Falan.
Yap tiene un grupo de jefes conocidos como el Consejo de Pilung y el Consejo de Tamol, que regulan las cuestiones culturales.

## Clima
| Parámetros climáticos promedio de Yap                              | Parámetros climáticos promedio de Yap | Parámetros climáticos promedio de Yap | Parámetros climáticos promedio de Yap | Parámetros climáticos promedio de Yap | Parámetros climáticos promedio de Yap | Parámetros climáticos promedio de Yap | Parámetros climáticos promedio de Yap | Parámetros climáticos promedio de Yap | Parámetros climáticos promedio de Yap | Parámetros climáticos promedio de Yap | Parámetros climáticos promedio de Yap | Parámetros climáticos promedio de Yap | Parámetros climáticos promedio de Yap |
| Mes                                                                | Ene.                                  | Feb.                                  | Mar.                                  | Abr.                                  | May.                                  | Jun.                                  | Jul.                                  | Ago.                                  | Sep.                                  | Oct.                                  | Nov.                                  | Dic.                                  | Anual                                 |
| ------------------------------------------------------------------ | ------------------------------------- | ------------------------------------- | ------------------------------------- | ------------------------------------- | ------------------------------------- | ------------------------------------- | ------------------------------------- | ------------------------------------- | ------------------------------------- | ------------------------------------- | ------------------------------------- | ------------------------------------- | ------------------------------------- |
| Temp. máx. abs. (°C)                                               | 32.8                                  | 33.9                                  | 33.9                                  | 35                                    | 35                                    | 34.4                                  | 33.9                                  | 35.6                                  | 34.4                                  | 34.4                                  | 34.4                                  | 35.6                                  | 35.6                                  |
| Temp. máx. media (°C)                                              | 30.1                                  | 30.2                                  | 31.1                                  | 31.2                                  | 30.9                                  | 30.7                                  | 30.6                                  | 30.8                                  | 30.9                                  | 30.9                                  | 30.4                                  | 30.7                                  | 30.7                                  |
| Temp. media (°C)                                                   | 26.8                                  | 26.9                                  | 27.5                                  | 27.6                                  | 27.3                                  | 27.1                                  | 27.1                                  | 27.1                                  | 27.2                                  | 27.3                                  | 27.1                                  | 27.2                                  | 27.2                                  |
| Temp. mín. media (°C)                                              | 23.5                                  | 23.5                                  | 24.0                                  | 24.1                                  | 23.8                                  | 23.6                                  | 23.4                                  | 23.4                                  | 23.5                                  | 23.7                                  | 23.8                                  | 23.7                                  | 23.7                                  |
| Temp. mín. abs. (°C)                                               | 19.4                                  | 18.9                                  | 18.9                                  | 19.4                                  | 18.3                                  | 18.9                                  | 18.3                                  | 18.9                                  | 18.9                                  | 17.2                                  | 18.3                                  | 17.2                                  | 17.2                                  |
| Precipitación total (mm)                                           | 186.2                                 | 151.9                                 | 151.4                                 | 146.3                                 | 230.1                                 | 322.3                                 | 369.3                                 | 386.1                                 | 343.2                                 | 304                                   | 230.4                                 | 228.3                                 | 3049.5                                |
| Días de precipitaciones (≥ 1.0 mm)                                 | 16.8                                  | 13.4                                  | 13.7                                  | 12.6                                  | 17.1                                  | 20.2                                  | 21.2                                  | 20.9                                  | 19.3                                  | 20.1                                  | 18.7                                  | 17.6                                  | 211.6                                 |
| Horas de sol                                                       | 210.8                                 | 211.9                                 | 251.1                                 | 255.0                                 | 244.9                                 | 201.0                                 | 189.1                                 | 176.7                                 | 180.0                                 | 170.5                                 | 192.0                                 | 198.4                                 | 2481.4                                |
| Humedad relativa (%)                                               | 82                                    | 81                                    | 80                                    | 79                                    | 81                                    | 83                                    | 84                                    | 84                                    | 84                                    | 84                                    | 83                                    | 83                                    | 82.3                                  |
| Fuente n.º 1: Weatherbase                                          |                                       |                                       |                                       |                                       |                                       |                                       |                                       |                                       |                                       |                                       |                                       |                                       |                                       |
| Fuente n.º 2: Hong Kong Observatory (sun, precipitation 1961–1990) |                                       |                                       |                                       |                                       |                                       |                                       |                                       |                                       |                                       |                                       |                                       |                                       |                                       |

## Economía
En comparación con los demás países miembros de los Estados Federados de Micronesia, Yap es un estado relativamente bien acomodado. Una parte de la población depende de la agricultura de subsistencia y de la pesca para por lo menos parte de su sustento. Muchas familias cultivan taro, árboles del pan, verduras y bananas para su propio consumo.
Yap tiene una industria turística relativamente pequeña; la Oficina de Visitantes de Yap reportó solo 4,000 visitantes anuales de 2010 a 2017. China Exhibition & Travel Group ha anunciado planes para desarrollar un resort de 4000 unidades en la isla.

## Transporte

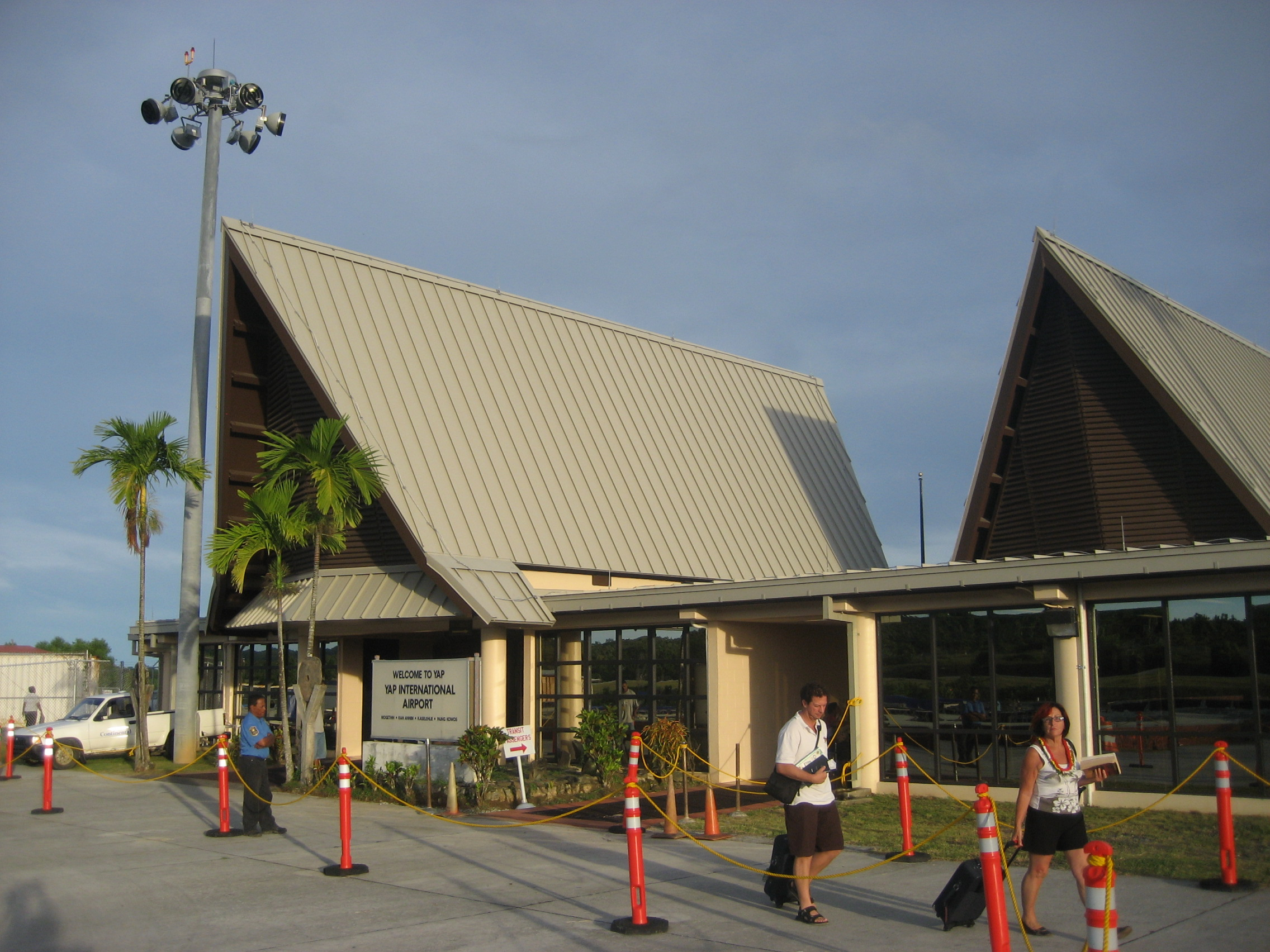
Aeropuerto internacional de Yap

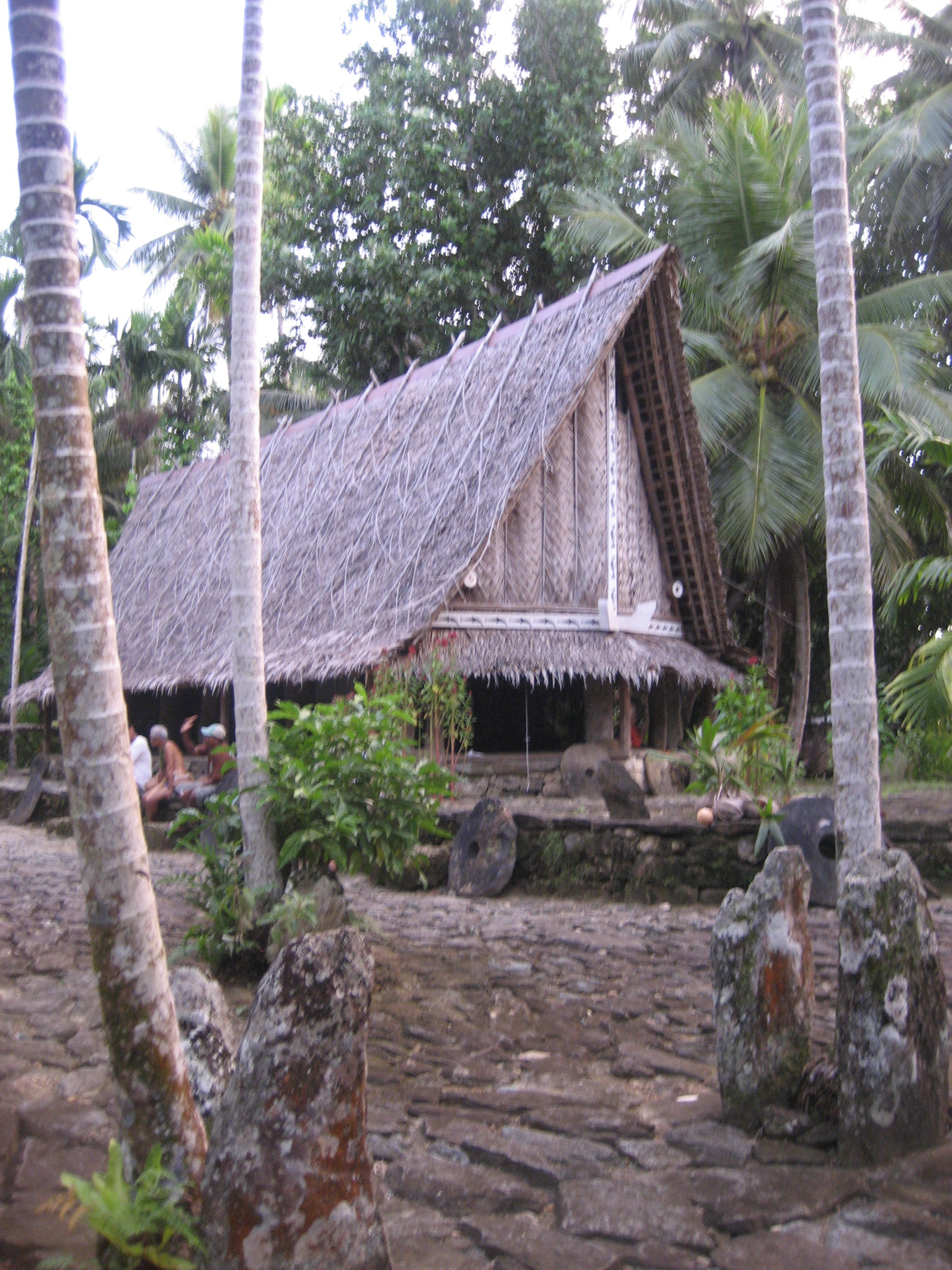
Arquitectura tradicional de Yap

El Aeropuerto Internacional de Yap recibe servicio de United Airlines.

## Cultura
Los habitantes de Yap aún conservan sus tradiciones más añejas. La isla de Yap es conocida por su anterior moneda, las Piedras rai. Se trata de grandes discos circulares de piedra caliza con un gran agujero en medio. Yap, sin embargo, no cuenta con yacimientos de caliza. Los habitantes de Yap extrajeron las rocas de caliza en varias canteras de las islas de Palaos y pagaron con cocos y copra. Algunos pueblos de Wa'ab, la isla principal del país, cuentan con un malal (stone money bank), un camino al lado de que se encuentran emplazadas piedras rai de varios tamaños.
Varias familias de Yap siguen construyendo piraguas a la antigua usanza conforme a la tradición ancestral. En la Yap Traditional Navigation Society en la capital se puede observar la construcción artesanal de piraguas de un tronco.
En la arquitectura tradicional destacan las casas de reuniones (Faluw) construidas sobre un zócalo de coral con esculturas de madera. Algunos pueblos están unidos por caminos antiguos con un empedramiento tradicional y extraordinario en las islas del pacífico. Varios pueblos cuentan con edificios construidos en el estilo tradicional bien conservados. En el Yap Living History Museum, fundado en Colonia en 2005, fueron reconstruidos varios edificios en el estilo auténtico.
La materia prima más importante de las artes plásticas de las islas es la madera, que no es un material muy duradero en el húmedo clima del país. La escultura en madera tiene una larga tradición. Los motivos más importantes de la pintura tradicional consisten en animales, como peces y tortugas en muchos casos. Los colores usuales son el amarillo, blanco, negro y más raramente el rojo. La alfarería no está desarrollada en el Estado de Yap ya que las islas no cuentan con yacimientos de barro idóneo para la producción de cerámica.

## Educación
Escuelas públicas:
- Yap High School en Colonia
- Woleai High School en Woleai
- Outer Islands High School en Ulithi

Colegios privados:
- Yap Catholic High School en Lamer, Rull[16]